# Grande Prêmio de Adigueia
O Grande Prêmio de Adigueia (oficialmente: Grand Prix of Adygeya; em russo: Гран-при Адыгеи) é uma carreira ciclista profissional por etapas russa que se disputa na região de Adigueia, no final do mês de abril.
Começou-se a disputar em 2010 fazendo parte do UCI Europe Tour, dentro da categoria 2.2 (última categoria do profissionalismo).

## Palmarés
| Ano  | Vencedor         | Segundo           | Terceiro                       |
| ---- | ---------------- | ----------------- | ------------------------------ |
| 2010 | Vitaliy Popkov   | Oleksandr Sheydyk | Waleri Wladimirowitsch Walynin |
| 2011 | Kirill Sinitsyn  | Serguei Firsanov  | Evgeny Reshetko                |
| 2012 | Ilnur Zakarin    | Serguei Firsanov  | Alexander Budaragin            |
| 2013 | Andriy Khripta   | Vitaliy Popkov    | Ilnur Zakarin                  |
| 2014 | Ilnur Zakarin    | Sergey Lagutin    | Serguei Firsanov               |
| 2015 | Serguei Firsanov | Sergey Nikolaev   | Maksim Pokidov                 |

## Palmarés por países
| País    | Vitórias |
| ------- | -------- |
| Rússia  | 4        |
| Ucrânia | 2        |